# Рудольф фон Ріббентроп
Рудольф фон Ріббентроп (нім. Rudolf von Ribbentrop, 11 травня 1921, Вісбаден, Гессен — 20 травня 2019) — гауптштурмфюрер СС, кавалер Лицарського хреста Залізного хреста. Син Йоахіма фон Ріббентропа.

## Біографія

### Ранні роки
Будучи старшим сином Імперського міністра закордонних справ Йоахіма фон Ріббентропа, здобув освіту в Вестмінстерської школі в Лондоні в одному класі з Пітером Устиновим.

### Кар'єра
З початком війни вступив добровольцем в штандарт СС «Дойчланд» з призначенням в резервний батальйон, у складі якого брав участь у Польській кампанії. Потім був переведений в 11-ю роту того ж штандарта, брав участь у Французькій кампанії, 30 травня 1940 був поранений у праву руку. Потім пройшов підготовку в юнкерському училищі в Брауншвейгу і 20 квітня 1941 року отримав чин унтерштурмфюрера СС. Призначений командиром взводу 1-ї роти розвідувального батальйону дивізі СС «Норд». З початком війни проти СРСР спочатку був переведений до Фінляндії, де фон Ріббентроп відзначився і був нагороджений фінським орденом Хреста Свободи (1 жовтня 1941). Брав участь в боях на півночі СРСР 2 вересня 1941 року був поранений в ліве передпліччя.
З лютого 1942 року перейшов до складу новосформованого 1-го танкового полку СС Лейбштандарт «Адольф Гітлер» (Panzerregiment of the Leibstandarte SS (LSSAH)), де командував взводом розвідки, потім 3-й і 6-й ротами полку. Відзначився в боях за Харків. Під час відступу з Харкова в лютому 1943 року фон Ріббентроп був поранений пострілом в праву лопатку і ліве плече. Він також мав незначні рани легені. Рудольф фон Ріббентроп був нагороджений Залізним хрестом першого класу (18 березня 1943) за особисту мужність в цих боях.
13 березня 1943 року призначений командиром 7-ї роти 7.Kompanie (II./SS-PzRgt 1).
Рудольф фон Ріббентроп — учасник Курської битви, в той час командир танкової роти, в мемуарах згадував:
Операція «Цитадель» була помилкою: проведена в невірний момент, занадто пізно і з малими силами.
Наступ з «обмеженими цілями», інтенсивно підготовляли в нашій дивізії (СС «Лейбштандарт»). У великих пісочницях був відтворений рельєф місцевості. Диспозиція атаки першій-ліпшій нагоді неодноразово обговорювалася офіцерами, включаючи командирів рот. Традиційно, знання ситуації та оперативних намірів було передумовою адекватних, при необхідності, незалежних дій командирів на всіх рівнях.
Навіть ми, командири рот, отримали можливість скласти уявлення про розташування ворога. Карти не обіцяли нічого хорошого. Червоні підпису, що відзначали на карті російські військові частини і оборонні споруди, тим сильніше множилися і ущільнювалися, чим довше відкладалося початок наступу
Підготовка німецьким командуванням операції «Цитадель» під керівництвом Гітлера була позбавлена уяви: ідея наступу з метою взяття росіян в «кліщі», в точках на північ від Білгорода і на південь від Орла, була просто очевидною. Після закінчення тижневих боїв, на ділянках де противник очікував наступу, танкові дивізії виснажили свої сили. Тепер їх не вистачало для відбиття російського контрнаступу, проведеного з великою силою. Тактичні успіхи, досягнуті танковим корпусом СС, не вплинули на підсумок операції «Цитадель», яка закінчилася для німців важкою поразкою.
Контрнаступ радянських відкинуло німецький фронт далеко назад, знову привівши його на межу краху. Передумова для зондування з приводу укладення миру, як її бачив Гітлер, не була створена. Відсутність уяви, з яким розроблялася операція «Цитадель», стало відтепер характерною ознакою дій німецького керівництва аж до настання остаточної катастрофи.
1 серпня переведений в 12-ту танкову дивізію СС «Гітлерюгенд», де командував 3-ю ротою 1-го батальйону 12-го танкового полку СС. 3 червня 1944 року на шляху в Ле-Нойбург його машину атакував британський винищувач Supermarine Spitfire, і фон Ріббентроп був поранений в четвертий раз. 9 червня 1944 року повернувся до командування своєю ротою.
Під час оборонних боїв в Нормандії фон Ріббентроп був удостоєний Німецького хреста в золоті (25 серпня 1944) і Нагрудного штурмового піхотного знака. Після прориву з Фалезского котла (Falaise Gap) фон Ріббентроп був полковим ад'ютантом 12-го танкового полку СС. Саме на цій посаді він брав участь в боях під час операції «Вахта на Рейні». 20 грудня 1944 року був поранений вп'яте, цього разу — в голову. Він був нагороджений золотим нагрудним знаком «За поранення» і отримав під командування 12-й Танковий полк СС. Він командував цим з'єднанням до того моменту, коли 12-а танкова дивізія СС «Гітлерюгенд» здалася американцям 8 травня 1945 року.
Після війни успішно займався комерцією у Франкфурті-на-Майні і Вісбадені. 1960 року одружився з баронесою Ільзе-Марією фон Мюнхаузен.
Восени 2015 Рудольф фон Ріббентроп відвідав Москву. 24 жовтня в одному з конференц-залів готельного комплексу «Ізмайлово» відбулася презентація книги Рудольфа фон Ріббентропа: «Мій батько Йоахім фон Ріббентроп. „Ніколи проти Росії!“»

## Нагороди
- Почесна шпага рейхсфюрера СС
- Кільце «Мертва голова»
- Німецька імперська відзнака за фізичну підготовку в бронзі
- Спортивний знак СА в бронзі
- Залізний хрест 2-го класу (19 червня 1940)
- Штурмовий піхотний знак в бронзі (1 жовтня 1940)
- Орден Хреста Свободи (Фінляндія)
  - 4-го класу (2 вересня 1941)
  - 1-го класу (1 жовтня 1941)
- Залізний хрест 1-го класу (18 березня 1943)
- Лицарський хрест Залізного хреста (15 липня 1943)
- Нагрудний знак «За участь у загальних штурмових атаках» в сріблі
- Нагрудний знак «За танкову атаку» в сріблі (липень 1944)
- Німецький хрест в золоті (25 серпня 1944)
- Золотий нагрудний знак «За поранення»:
  - Чорний (18 квітня 1940)
  - Срібний (1 травня 1943)
  - Золотий (грудень 1944)

## Цікаві факти
- Рудольф фон Ріббентроп став останнім із живих кавалерів Лицарського хреста Залізного хреста серед бійців військ СС.